# Callohesma quadrimaculata
Callohesma quadrimaculata är en biart som först beskrevs av Smith 1879.  Callohesma quadrimaculata ingår i släktet Callohesma och familjen korttungebin. Inga underarter finns listade.

## Bildgalleri

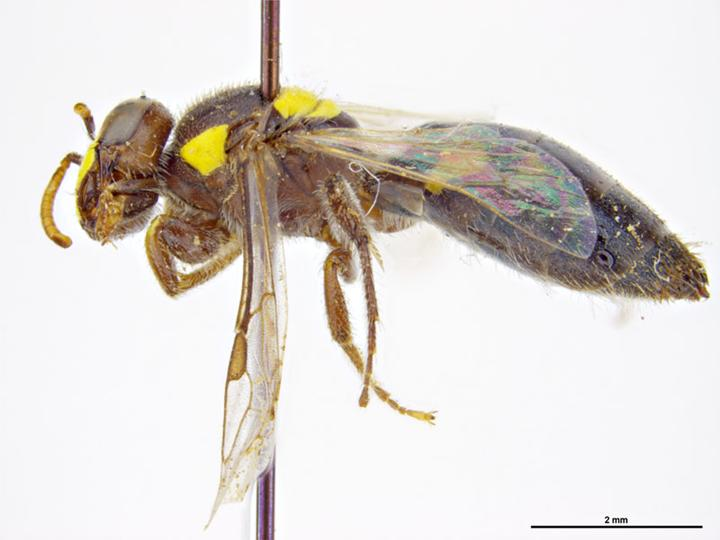
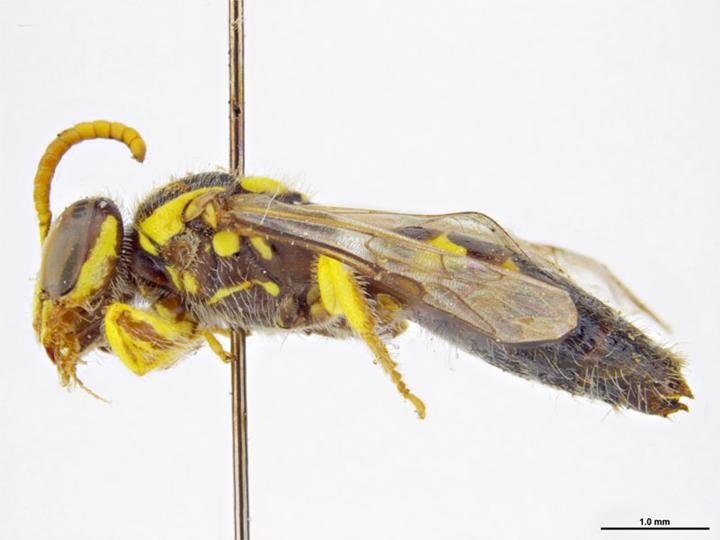